# Peter II xứ Oldenburg
Peter II (tiếng Đức: Nikolaus Friedrich Peter) (8 tháng 7 năm 1827 – 13 tháng 6 năm 1900) là Đại công tước trị vì của Oldenburg từ năm 1853 đến năm 1900. Ông tuyên bố quyền thừa kế Công quốc Holstein sau Chiến tranh Schleswig lần thứ hai năm 1864. Sau khi ký một hiệp ước vào ngày 23 tháng 2 năm 1867 tại Kiel, ông đã từ bỏ các yêu sách của mình. Đổi lại, ông nhận được huyện Ahrensbök, các phần của Phổ thuộc Giáo phận vương quyền Lübeck trước đây ngoại trừ ngôi làng Travenhorst, và được Phổ bồi thường 1 triệu taler. Do đó, Đại công quốc Oldenburg đã có quyền tiếp cận Biển Baltic.
Trước khi kế vị ngai vàng Đại công quốc Oldenburg, ông từng được Sa hoàng Nikolai I đề nghị với chính phủ Đàn Mạch để cho ông thừa kế ngai vàng Đan Mạch sau khi dòng chính của Vương tộc Oldenburg tuyệt tự dòng nam. Nhưng sau đó, Nga và Đan Mạch đã rút lại đề nghị này.

## Cuộc sống đầu đời
Nikolaus Friedrich Peter là con trai duy nhất của August, Đại công tước xứ Oldenburg với người vợ thứ hai của ông là Ida xứ Anhalt-Bernburg-Schaumburg-Hoym. Ông sinh ngày 8 tháng 7 năm 1827 tại Oldenburg.
Ông nhận được một nền giáo dục nghiêm ngặt dành cho người thừa kế ngai vàng, từ năm 1846 đến năm 1848, ông đã học tại Đại học Leipzig. Khi Cách mạng 1848 nổ ra, gây ảnh hưởng lâu dài đến tư tưởng chính trị của ông, ông được triệu hồi về Oldenburg vào đầu tháng 3 năm 1848 để tạm thời đại diện cho cha mình.
Vào năm 1850, Peter có cơ hội được bầu lên ngai vàng Đan Mạch và do đó gia tăng đáng kể sức ảnh hưởng chính trị của mình. Theo đề nghị của Sa hoàng Nikolai I của Nga, người có quan hệ họ hàng với Vương tộc Oldenburg, Vương quốc Đan Mạch đã đề nghị ông kế vị ngai vàng khi dòng chính của vương tộc tuyệt tự dòng nam. Với lời đề nghị này, người Đan Mạch hy vọng rằng bằng cách bầu chọn một thân vương người Đức lên ngôi, họ có thể giải quyết được vấn đề Schleswig-Holstein và đảm bảo rằng hai công quốc Schleswig và Holstein sẽ vẫn là một phần của Đan Mạch. Đại công tước Paul Friedrich August đã nhiệt tình chấp nhận lời đề nghị này, điều sẽ mang lại cho gia đình ông uy tín đáng kể, ngay cả khi vấp phải sự phản đối của nội các chính phủ. Peter rõ ràng đã đánh giá những rủi ro chính trị một cách thực tế hơn và gắn sự chấp thuận của mình với một loạt các điều kiện tương đương với việc từ chối dự án. Sau đó, Đan Mạch và Nga đã rút lại lời đề nghị. Peter nhận được sự ủng hộ từ thủ tướng Oldenburg Dietrich Christian von Buttel, điều này đã gây ra một cuộc khủng hoảng chính trị ở Đại công quốc.
Sau khi tình trạng bất ổn của cách mạng và cuộc khủng hoảng chính trị ban đầu lắng xuống, Peter, với tư cách là người thừa kế ngai vàng Oldenburg, đã có thể thực hiện chuyến đi công du bắt buộc đã bị hoãn lại trước đó, ông đến Bán đảo Ý vào năm 1850 và 1851, đến Vương quốc Hy Lạp (tháng 2–tháng 3 năm 1851) để thăm chị gái mình, Vương hậu Amalie (1818–1875), và cuối cùng là đến Đế quốc Ottoman (tháng 5–tháng 6 năm 1851). Ở Ý, Peter đã đặt nền móng cho niềm đam mê mãnh liệt của mình đối với hội họa Ý, sau này ông dành vị trí chủ đạo trong bộ sưu tập tranh của mình.

## Trị vì

### Giai đoạn đầu
Ngày 27 tháng 2 năm 1853, ông kế vị cha mình nắm quyền điều hành đất nước. Peter cai trị một vùng đất có dân số khoảng 800.000 người. Về mặt chính trị và nhân sự, Peter đại diện cho quan điểm thực tế và nỗ lực duy trì tính liên tục. Ông tiếp quản nội các và bộ trưởng của cha mình và tiếp tục định hướng chính sách đối ngoại của mình hướng tới Vương quốc Phổ, một chính sách mà ông không thấy có lựa chọn nào khác mặc dù có sự dè dặt và phản kháng từ môi trường xung quanh. Trong thời gian trị vì của ông, việc nhượng lại lãnh thổ mà sau này trở thành Wilhelmshaven của Phổ, vốn đã được chuẩn bị dưới thời Đại công tước Paul Friedrich August, đã được hoàn tất. Đổi lại, Phổ hỗ trợ về mặt tài chính và chính trị để trả lại các lãnh thổ cũ của Gia tộc Bentinck là Lãnh địa Kniphausen (1858) và Varel (1854) cho Oldenburg.
Năm 1864, Peter tiếp quản quyền bảo trợ của Hiệp hội Chăm sóc Thương binh, được thành lập tại Oldenburg, hoạt động như một hội cứu trợ tự nguyện của Hội Chữ thập đỏ tại Đại công quốc Oldenburg. Cùng năm đó, sau khi Hoàng đế Nga chuyển giao toàn bộ quyền thừa kế Công tước xứ Holstein-Gottorp cho ông, ông đã đưa ra yêu sách đối với các Công quốc Schleswig và Holstein. Peter dựa vào những tuyên bố về quyền kế vị thường gây tranh cãi, dựa trên những suy luận lịch sử-pháp lý phức tạp của người thừa kế ở Oldenburg là Wilhelm Leverkus. Ông lập luận rằng sau khi triều đại Đan Mạch ở dòng dõi nam tuyệt tự, Nhà Holstein-Gottorp và do đó là Peter, với tư cách là hậu duệ của nhà này, sẽ có quyền thừa kế các công quốc. Peter đã bị thuyết phục bởi quan điểm này và sau nhiều năm nỗ lực, đã đạt được thỏa thuận rằng Sa hoàng chuyển giao cho ông các quyền của dòng dõi cũ của Nhà Holstein-Gottorp vào năm 1864. Peter đã chính thức đăng ký yêu sách của mình với Bundestag của Bang liên Đức vào năm 1864. Tuy nhiên, phản ứng ở các công quốc, trong công chúng Đức và cả ở Oldenburg là tiêu cực, vì nỗ lực tìm kiếm một giải pháp hoàn toàn theo kiểu triều đại, không tính đến cả phong trào dân tộc lẫn lợi ích chính trị của các cường quốc, được coi là không có triển vọng thành công. Chỉ có Bismarck tạm thời ủng hộ Peter vì lý do chiến thuật, nhằm tạo thế đối trọng với ứng cử viên phổ biến là Công tước Friedrich xứ Holstein-Sonderburg-Augustenburg. Để không phải hoàn toàn tay trắng, Peter đã nhượng lại các yêu sách của mình cho Vương quốc Phổ vào năm 1866 và ký Hiệp ước Kiel với Phổ vào ngày 23 tháng 2 năm 1867, theo đó ông nhận được Amt Ahrensbök như một khoản bồi thường cho việc từ bỏ quyền thừa kế của mình, trước đó đã chia cắt phần phía bắc và phía nam của Công quốc Oldenburg, Phổ cũng bồi thường 1 triệu thaler, mà Đại công tước dùng để mở rộng các điền trang của gia đình.

### Oldenburg trong Liên bang Bắc Đức

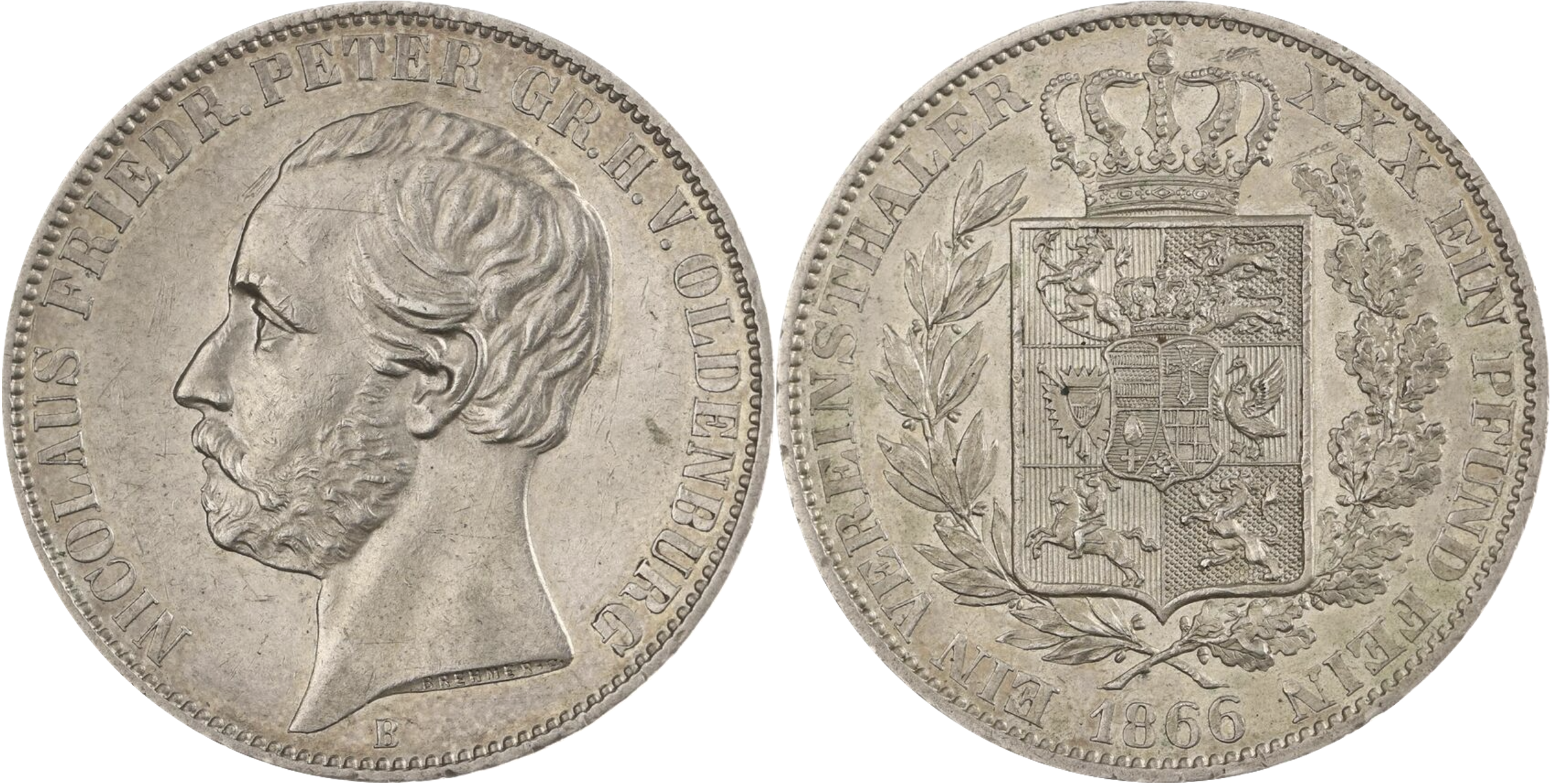
Xu bạc: 1 thaler Oldenburg, mặt trước là chân dung của Đại công quốc Peter II, đúc năm 1866

Ông thực hiện chính sách nghiêng về Phổ, vì thế một liên minh quân sự được ký kết khi Chiến tranh Áo-Phổ nổ ra năm 1866, trong quá trình đó Peter đã đưa lực lượng Oldenburg gia nhập Quân đội chính của Phổ. Để tưởng nhớ sự kiện này, ông đã tặng huy chương kỷ niệm cho chiến dịch năm 1866. Một mặt, hành động của ông bảo đảm sự tồn tại liên tục của Oldenburg như một quốc gia và mặt khác, với hiến pháp ngày 1 tháng 7 năm 1867, quy định việc đưa Đại công quốc Oldenburg gia nhập Liên bang Bắc Đức và sau đó là Đế quốc Đức với tư cách là nhà nước đầu tiên gia nhập liên bang. Peter chấp nhận mất chủ quyền, chẳng hạn như việc từ bỏ chủ quyền quân sự, đi kèm với chính sách này.
Đại công tước đã tham gia vào lễ Tuyên bố của Đế chế Đức tại Versailles vào ngày 18 tháng 1 năm 1871.
Tuy nhiên, trong Liên bang Bắc Đức, Peter đã phản đối vị thế thống trị của Phổ và kiên quyết phản đối việc đưa ra quyền bỏ phiếu dân chủ cho Reichstag. Ngay từ năm 1866, ông đã đề xuất với vua Phổ rằng ông nên chấp nhận danh hiệu hoàng đế để giúp các thân vương Đức dễ dàng hòa nhập vào Liên bang Bắc Đức hơn bằng cách liên kết với truyền thống đế quốc cũ. Hơn nữa, Peter còn trình bày bản dự thảo hiến pháp của riêng mình cho Liên bang Bắc Đức, nội dung cốt lõi là thành lập thượng viện hoặc viện quý tộc. Một mặt, ông muốn tạo ra một thế lực bảo thủ đối trọng với Reichstag được bầu cử dân chủ, mặt khác, muốn tạo ra một cơ quan liên bang chống lại sự thống trị của Phổ. Bản dự thảo của Peter khác với nhiều đề xuất của Viện Quý tộc được đưa vào cuộc tranh luận về hiến pháp năm 1866 và 1870/71, chủ yếu ở thành phần của Viện Quý tộc này. Tuy nhiên, Peter đã làm mất uy tín của kế hoạch này, vì ông muốn bổ nhiệm những đại diện là các giám mục vương quyền đã trung gian hoá trước đây và các cựu bá tước đế chế của Thánh chế La Mã không còn tồn tại vào Viện bên cạnh các Thân vương cầm quyền. Ngoài ra, viện này cũng cần được trao những quyền tương tự như Reichstag. Do đó, bản dự thảo của ông hướng về quá khứ và gần như lãng mạn hoá, do đó không thể được mô tả là một giải pháp thay thế mang tính xây dựng về mặt chính trị cho hiến pháp của Bismarck.

### Chính trị nội bộ

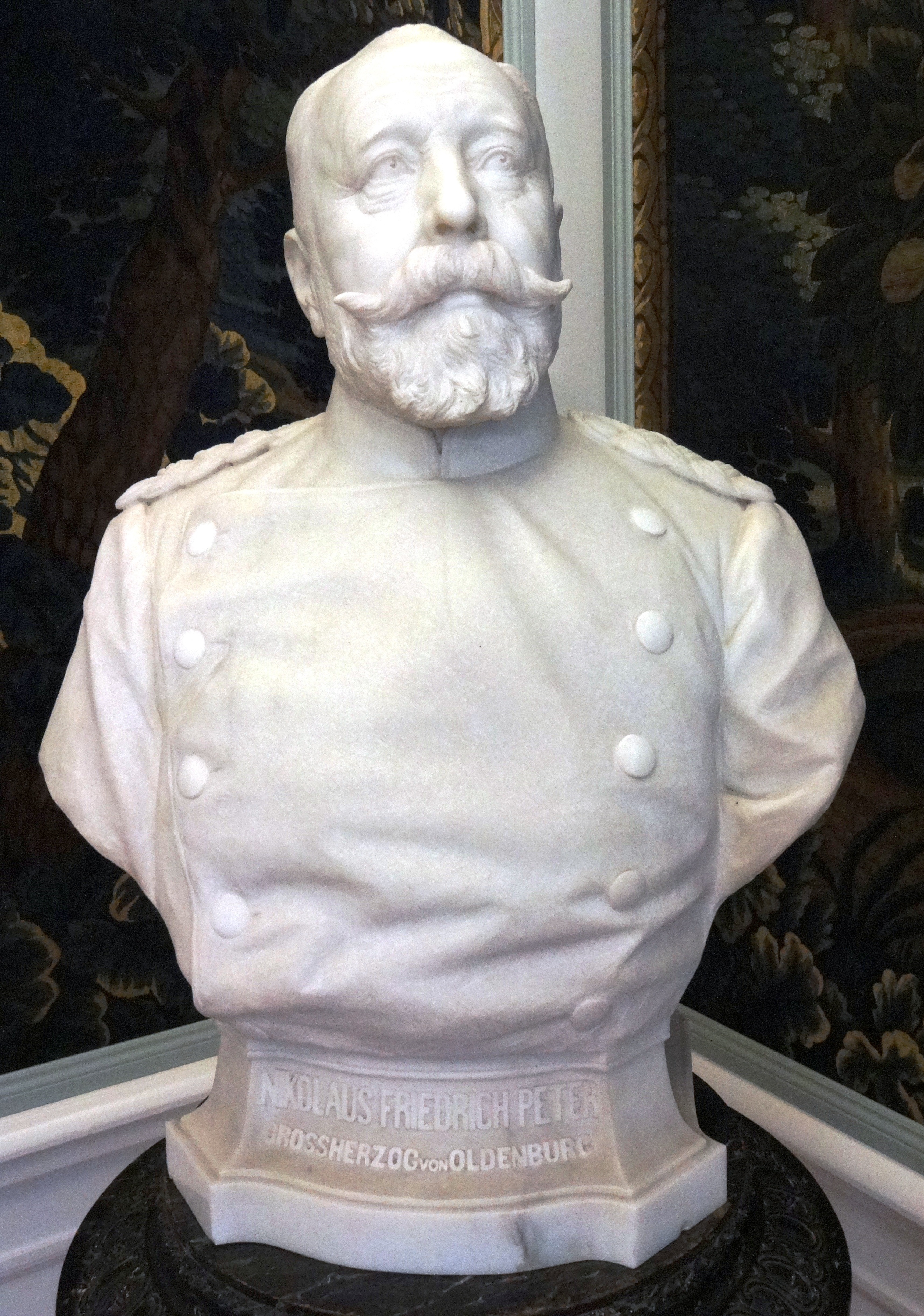
Tượng bán thân bằng đá cẩm thạch của Nikolaus Friedrich Peter đặt tại Lâu đài Eutin

Trong nội bộ triều đình Oldenburg từ năm 1850 trở đi, cách điều hành của Peter được định hình bởi sự kiên định với quyền lực triều đại và lịch sử cũng như chủ nghĩa bảo thủ sâu sắc. Chính vì vậy, ông thường xuyên mâu thuẫn với các trào lưu đương thời, chẳng hạn như tầng lớp tư sản tự do ở Oldenburg. Theo tiểu sử gia Hans Friedl, ông "thấm nhuần sâu sắc vị trí của mình với tư cách là người cai trị đất nước, dựa trên quyền lực triều đại và nguyên tắc quân chủ", theo tinh thần của một "chế độ quân chủ được Chúa ban".
Năm 1852, ông cho sửa đổi Hiến pháp cơ bản của Oldenburg theo hướng bảo thủ, qua đó củng cố vị thế của bản thân cũng như chính phủ, đồng thời hạn chế ảnh hưởng của nghị viện. Peter từ chối mọi thay đổi tiếp theo đối với hiến pháp, đặc biệt là những thay đổi có thể mở rộng ảnh hưởng của nghị viện hoặc quyền tham gia quyết định của người dân, ví dụ như yêu cầu áp dụng chu kỳ ngân sách hàng năm. Ông cũng phản ứng mạnh mẽ khi nghị viện vượt quá thẩm quyền. Chẳng hạn, ông đã chỉ trích gay gắt kiến nghị bất tín nhiệm của nghị viện đối với hai bộ trưởng vào năm 1896 và công khai vinh danh những người bị chỉ trích. Để không tạo cơ hội cho nghị viện phản công, ông suốt đời từ chối việc tăng danh sách chi tiêu cá nhân (civil list) đã được xác lập khi ông lên ngôi.
Ngoài các phiên họp của Hội đồng Bộ trưởng và các báo cáo của các bộ trưởng, Peter còn tích cực nghiên cứu hồ sơ để có đóng góp cá nhân vào việc điều hành chính quyền cũng như theo dõi tình hình trong nước. Tuy nhiên, ông dường như không can thiệp trực tiếp vào quá trình ra quyết định hằng ngày, mà theo người bạn thân lâu năm Günther Jansen, ông trao cho các cố vấn và bộ trưởng quyền tự chủ tương đối lớn — nhưng vẫn không buông lỏng hoàn toàn quyền kiểm soát. Trong thời gian trị vì của Peter, việc thay đổi bộ trưởng diễn ra rất hiếm. Ngoại trừ những lãnh đoạ Bộ Quân sự (giải thể năm 1867), trong suốt 47 năm trị vì của ông chỉ có tổng cộng 10 bộ trưởng, phục vụ trong 4 chính phủ: Rössing (1853–1874), Berg (1874–1876), Ruhstrat (1876–1890) và Jansen (1890–1900). Thời gian trị vì lâu dài khác thường của Peter và sự ổn định nhân sự trong bộ máy lãnh đạo Đại Công quốc đã tạo ra một giai đoạn kéo dài của sự liên tục trong chính trị nội bộ. Tuy nhiên, về lâu dài, bất chấp những cải cách được tiến hành một cách thận trọng, hệ thống vẫn trở nên cứng nhắc và thiếu linh hoạt.

## Quan hệ thân tộc và qua đời

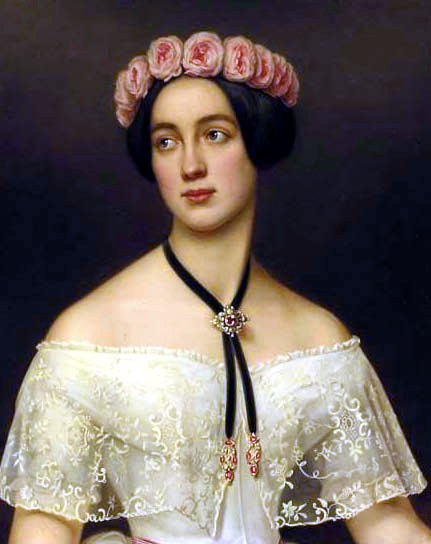
Élisabeth xứ Sachsen-Altenbourg năm 1846, vẽ bởi Joseph Karl Stieler.

Gia đình Peter có quan hệ với hoàng thất Nga (cả hai đều là hậu duệ của Christian Albrecht xứ Holstein-Gottorp), vì vậy ông đã đứng về phía Nga chống lại Đế quốc Áo trong Chiến tranh Krym. Trong Chiến tranh Schleswig lần thứ nhất, ông đã tuyên bố chủ quyền đối với một phần lãnh thổ do Vương quốc Phổ chiếm giữ, nhưng vào năm 1866 đã nhượng lại yêu sách của mình cho các công quốc. Năm sau, ông đã tạo ra một hiệp ước quân sự với Phổ, trong đó quân đội của ông được hợp nhất vào quân đoàn của Thân vương Friedrich Karl Nikolaus của Phổ trong Chiến tranh Pháp-Phổ.
Năm 1896, vợ ông là Elisabeth qua đời. Bà qua đời một năm sau con dâu của họ là Elisabeth Anna của Phổ.
Sau khi ông bị bệnh tim do làm việc quá sức, các bác sĩ của Peter đã khuyên ông nên đi một chuyến dài ra nước ngoài. Ông qua đời vào năm sau, ngày 13 tháng 6 năm 1900 tại dinh thự mùa hè của mình ở Rastede. Ông được kế vị bởi con trai cả của mình là Friedrich August, ông này trở thành vị đại công tước cuối cùng của xứ Oldenburg.

## Hôn nhân và Hậu duệ
Đại công tước Peter II kết hôn từ ngày 10 tháng 2 năm 1852 với Công nữ Elisabeth Pauline Alexandrine (26 tháng 3 năm 1826 - 2 tháng 2 năm 1896), con gái thứ 3 của Công tước Joseph xứ Sachsen-Altenburg (1789–1868) và Amalia xứ Württemberg.
Cuộc hôn nhân này sinh được 2 người con trai:
- Friedrich August (1852–1931), Đại công tước cuối cùng.

- Georg Ludwig (1855–1939)

## Vinh dự
- Oldenburg: Grand Prior of the House and Merit Order of Duke Peter Friedrich Ludwig[9]
- Saxe-Weimar-Eisenach: Grand Cross of the White Falcon, 25 May 1847[10]
- Bản mẫu:Country data Saxe-Coburg-Gotha   Ernestine duchies: Grand Cross of the Saxe-Ernestine House Order, June 1847[11]
- Ascanian duchies: Grand Cross of Albert the Bear, 30 November 1847[12]
- Kingdom of Prussia:[13]
  - Knight of the Black Eagle, 17 May 1850; with Collar, 1868
  - Grand Cross of the Red Eagle, 8 August 1866
- Denmark: Knight of the Elephant, 2 April 1853[14]
- Grand Duchy of Hesse: Grand Cross of the Ludwig Order, 3 April 1853[15]
- Baden:[16]
  - Knight of the House Order of Fidelity, 1853
  - Grand Cross of the Zähringer Lion, 1853
- Kingdom of Bavaria: Knight of St. Hubert, 1853[17]
- Belgium: Grand Cordon of the Order of Leopold, 10 April 1853[18]
- Württemberg: Grand Cross of the Württemberg Crown, 1853[19]
- Kingdom of Hanover: Knight of St. George, 1855[20]
- Austrian Empire: Grand Cross of St. Stephen, 1858[21]
- Kingdom of Saxony: Knight of the Rue Crown, 1876[22]

## Weblinks
- Tác phẩm bởi và về Peter II xứ Oldenburg trong thư mục catalogue của Thư viện quốc gia Đức

- Großherzog Peter von Oldenburg, in: Vossische Zeitung, 5. Dezember 1902.
- Teil 2 zu Großherzog Peter von Oldenburg, in: Vossische Zeitung, 6. Dezember 1902.
- Bản mẫu:LAGIS